# فیاتا
فیاتا (به انگلیسی: FIATA) (به فرانسوی: "Fédération Internationale des Associations de Transitaires et Assimilés")، (به انگلیسی: "International Federation of Freight Forwarders Associations") و (به آلمانی: "Internationale Föderation der Spediteurorganisationen")، یک سازمان غیردولتی است که در ۳۱ می ۱۹۲۶ (۱۰ خرداد ۱۳۰۵) در شهر وین اتریش تأسیس شد.
فیاتا بزرگترین سازمان غیردولتی (NGO) در زمینه حمل و نقل می‌باشد. این سازمان در تمام دنیا نفوذ دارد.
فیاتا نماینده صنعتی قلمداد می‌شود که حدوداً از ۴۰۰۰۰ شرکت لجستیکی و بارفرابری (فورواردری) که به عنوان معماران حمل و نقل می‌باشند و حدود هشت تا ده میلیون نفر در استخدام آنها در ۱۵۰ کشور مختلف می‌باشد ایجاد شده‌است.
فیاتا نقش مشاوره‌ای برای سازمانهای زیر دارد:
- شورای اقتصادی و اجتماعی سازمان ملل متحد (United Nations Economic and Social Council)
- (United Nations Economic Commission for Europe)
- ECE
- ECOSOC
- ESCAP
- ESCWA
- United Nations Commission on International Trade Law (UNCITRAL)
- کنفرانس تجارت و توسعه سازمان ملل (UNCTAD)

## اسناد
فیاتا اسناد و فرمهای گوناگونی برای ایجاد استاندارد واحدی در بین بارفرابان تمامی دنیا ایجاد کرده‌است. این اسناد به سادگی از یکدیگر قابل تشتخیص می‌باشند و هرکدام رنگ خاص خود را دارند و آرم فیاتا در بالای تمامی این اسناد قابل رویت است.
1. FCR: گواهی رسید بارفرابران.
2. FCT: گواهی حمل بارفرابران.
3. FWR: گواهی تحویل انبار فیاتا.
4. FBL: بارنامه فیاتا که قابل معامله و چند وجهی می‌باشد.
5. FWB: راهنامه فیاتا که غیرقابل معامله و چند وجهی می‌باشد.
6. SDT: اظهارنامه فرستنده مبنی بر حمل کالای خطرناک.
7. SIC: گواهی وزن در حالت (inter modal)که شامل حمل کانتینری می‌باشد و توسط فرستنده تنظیم می‌شود.
8. FFI: دستورات فیاتا دربارهٔ بارفرابری

اسناد فیاتا بسیار خوشنام می‌باشند و به عنوان اسناد معتبر و قابل قبول شناخته می‌شوند. این اسناد نقش بسزایی در گذشته برای تسهیل در مروادات بین‌المللی داشته‌اند و در آینده نیز به عنوان ابزاری ارزشمند در خدمت سرویس تجارت جهانی می‌باشند.

## فیاتا و اعضایش در ایران
اعضای فیاتا به دو دسته تقسیم می شوند:
- اعضای تشکلی یا Associate Members شامل سندیکاهای ملی از 77 کشور جهان
- اعضای عادی یا Ordinary Members شامل 1600 عضو غیر سندیکایی از 144 کشور جهان.
در حال حاضر در ایران فیاتا دارای دو عضو تشکلی است.
1- انجمن سراسری شرکت های حمل و نقل بین المللی ایران: بعنوان اولین و معتبر ترین نهاد برگزاری کلاسهای آموزشی در ایران . در سال ۱۳۴۸شمسی انجمن  با همت و فعالیت سه شرکت حمل و نقل بین‌المللی ایرانی از تأسیس گردید.
درآن زمان شرکتهای حمل و نقل بین‌المللی ایرانی انگشت شمار بودند و حمل و نقل برون مرزی کالا عمدتاً توسط فورواردرهای خارجی FWR که نمایندگان یا دفاتری در ایران داشتند انجام می‌شد.
این تجمع صنفی با نام سندیکا فعالیت خود را شروع کرد و در تاریخ ۲۹/۶/۱۳۵۲ به عضویت سازمان جهانی فیاتا  پذیرفته شد و به موجب اساسنامه، وظیفه هماهنگی و ارتقاء وضعیت و کیفیت کار اعضاء و در عین حال، وظیفه توزیع کارنه تیر را بر عهده داشت.
2- فدراسیون حمل و نقل و لجستیک ایران (TLFI): فدراسیون حمل و نقل و لجستیک ایران در سال 1394 بر اساس بند ک ماده 5 قانون اتاق بازرگانی، صنایع، معادن و کشاورزی ایران مصوب 1369/12/15 و ماده 1و 5 قانون بهبود مستمر فضای کسب و کار مصوب 1390/11/16 مجلس شورای اسلامی ایران تأسیس و در اتاق بازرگانی، صنایع، معادن و کشاورزی ایران به ثبت رسید. این فدراسیون به عنوان یک تشکل بالا دستی در حوزه کسب و کار، متشکل از اتحادیه ها،کانون ها، انجمن ها و تشکل های کارفرمایی فعال در حوزه حمل و نقل و لجستیک بین المللی اعم از جاده ای، هوایی، دریایی، بندری، ریلی، مسافربری، هواپیمایی می باشد که در تمامی شقوق حمل و نقل بین المللی فعالیت می نمایند. فدراسیون حمل و نقل و لجستیک ایران در سال 1399 به عنوان عضو تشکلی فیاتا درآمد.